# La Rose de Versailles
Cet article concerne la bande dessinée. Pour l'article sur la série d'animation, voir Lady Oscar.
La Rose de Versailles (ベルサイユのばら, Berusaiyu no bara) est un shōjo manga écrit et dessiné par Riyoko Ikeda entre 1972 et 1973 et pré-publié dans le magazine Shūkan Margaret de Shūeisha.
L'autrice dessine par la suite des histoires supplémentaires où l'on retrouve les personnages du manga avant, pendant ou après les évènements de l'histoire principale ; ces histoires sont pré-publiées dans le magazine Margaret entre 2013 et 2018.
Il s'agit d'une fiction historique située lors des années qui précèdent et lors des évènements de la Révolution française. L'histoire du manga reprend les personnages et les faits historiques, auxquels sont mêlés des personnages de fiction. On y suit la vie de la reine de France Marie-Antoinette d'Autriche ainsi que celle d'Oscar François de Jarjayes, une femme travestie membre de la Garde royale.
Le manga est le premier grand succès commercial du shōjo manga et participe ainsi à la reconnaissance du genre auprès du public et des critiques. Il est à ce titre devenu un classique du genre et a une grande influence sur son évolution. De nombreux produits dérivés et adaptations du manga voient ainsi le jour ; l'adaptation par la Revue Takarazuka est celle qui remporte le plus grand succès commercial.
À la suite de la publication initiale, l'autrice dessinera des œuvres complémentaires à La Rose de Versailles, avec un hors-série, une suite et une parodie.

## Synopsis

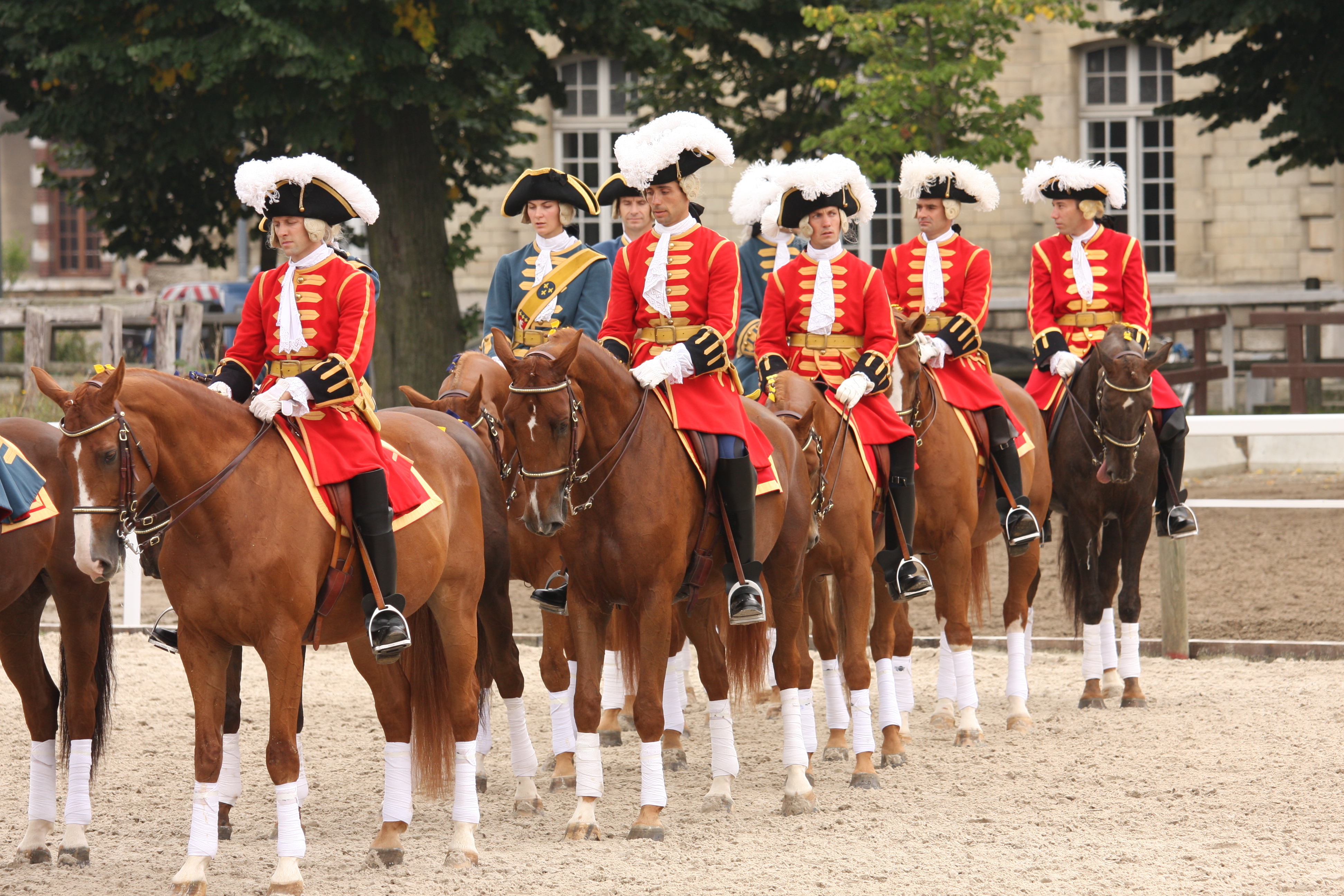
Reconstitution de la Garde royale.

L'action se situe en France, avant et pendant la Révolution française. Le personnage principal de l'histoire est la jeune et étourdie reine de France, Marie-Antoinette, mais plus tard, l'histoire se recentre sur une femme du nom d'Oscar François de Jarjayes. Le père d'Oscar, le général de Jarjayes, désespéré de ne pas avoir de fils (il a six filles), décide d'élever la plus jeune comme un homme. Il la forme aux arts de l'escrime et de l'équitation. Oscar s'exerce souvent avec son meilleur ami et (techniquement) serviteur, André Grandier. André est le petit-fils de sa nourrice et, de ce fait, ils ont passé la plupart de leur temps ensemble dans une amitié harmonieuse qui, vers la fin de l'histoire, se change en amour. 
Oscar est le commandant de la Garde royale et responsable de la sécurité de Marie-Antoinette, ainsi que du reste de la famille royale. L'histoire tourne autour de la prise de conscience grandissante d'Oscar sur la manière dont la France est gouvernée, et sur le sort des pauvres. Un autre point important de l'histoire est l'amour entre Marie Antoinette et le comte suédois Axel de Fersen. Leur relation fait l'objet de rumeurs à travers toute la France, ce qui met en danger la réputation de la Reine et qui conduit Oscar à demander au comte de quitter le pays.
Le comte rejoint alors la guerre d'indépendance des États-Unis, ce qui attriste grandement Marie-Antoinette. La reine commence à dépenser de l'argent en bijoux et vêtements coûteux, assiste à des bals tous les soirs dans le but de se détourner de la nostalgie des moments passés avec le seul homme qu'elle ait jamais aimé. Cette situation pèse encore plus sur les contribuables français et la France s'enlise dans la pauvreté. 

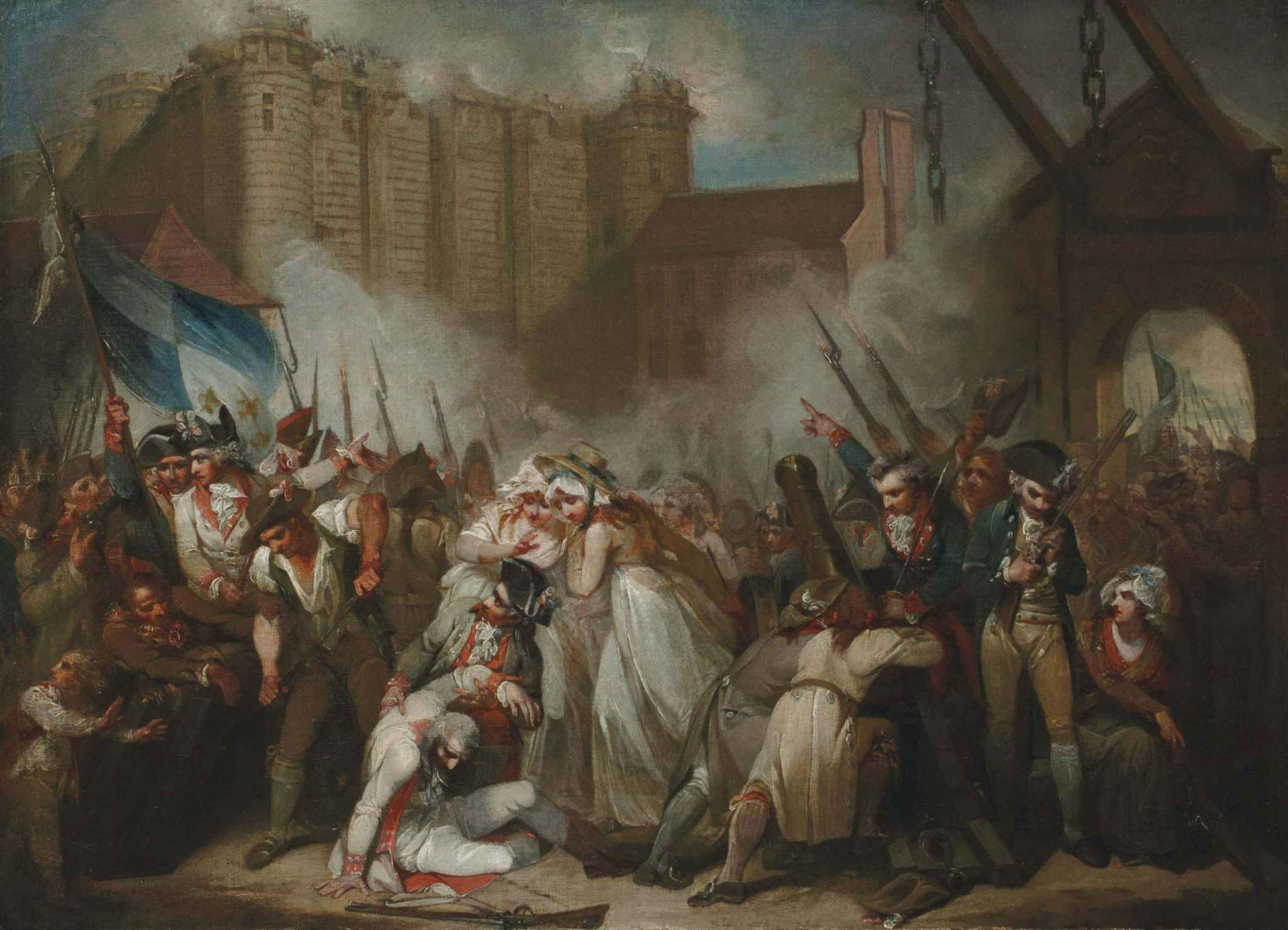
La prise de la Bastille, par Henry Singleton. (Musée de la Révolution française)

Surviennent ensuite l'affaire du collier de la reine et l'apparition de la comtesse de Polignac, qui aggravent le ressentiment des Français envers leur souveraine. Tandis qu'Oscar, ne pouvant plus fermer les yeux sur la souffrance du peuple, quitte la Garde royale et intègre le régiment des Gardes françaises. C'est alors que la Révolution gronde dans les rues de Paris.
Le 14 juillet 1789, c'est la prise de la Bastille : la foule se révolte mais manque de stratégie, à l'avantage de l'armée, et devient une cible facile pour les tirs de canons. Toutefois, Oscar et le régiment des Gardes françaises qu'elle commande arrivent alors pour aider les insurgés à mieux s'organiser. Oscar est tuée dans la bataille alors que la Bastille tombe finalement, frappant symboliquement la monarchie française. Une fois la Bastille prise, les révolutionnaires font irruption dans le Palais à la recherche de Marie-Antoinette et de sa famille. Un grand nombre de soldats sont tués et la famille royale est faite prisonnière. Un long procès commence alors pour Louis XVI et Marie-Antoinette, les deux sont finalement déclarés coupables et guillotinés.

## Personnages
L'histoire de La Rose de Versailles est présentée comme le destin croisé de trois personnages : Marie-Antoinette, Oscar de Jarjayes et Axel de Fersen. Les deux femmes Marie-Antoinette et Oscar se partagent tour à tour le rôle de la protagoniste de l'histoire tandis que de Fersen est l'objet de l'affection des deux femmes. À ces trois personnages s'ajoutent deux autres personnages, André et Rosalie, qui servent de point d'identification pour le lectorat lors de certains chapitres.

### Personnages principaux
Marie-Antoinette d'Autriche

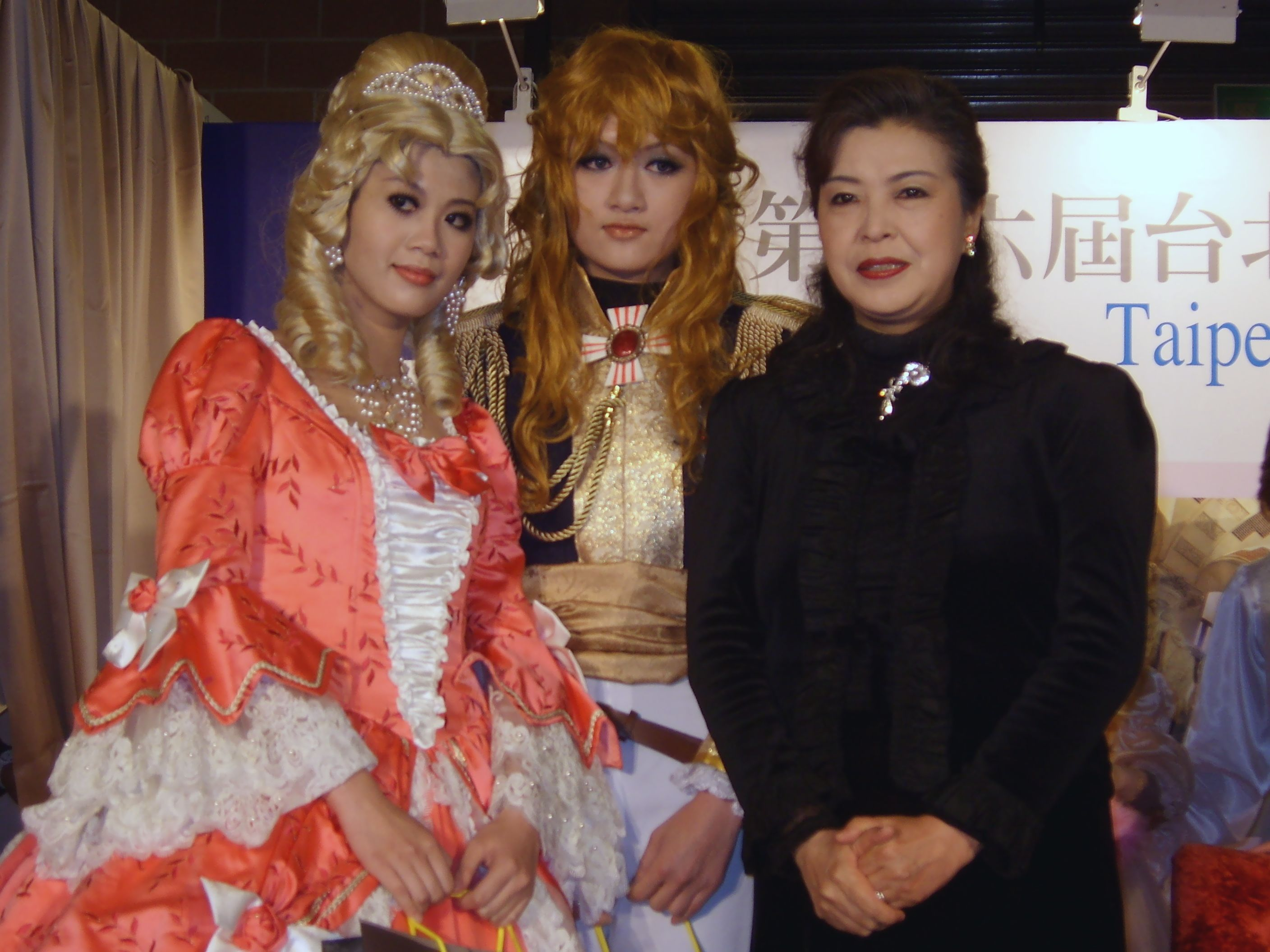
L'autrice Riyoko Ikeda (à droite) accompagnée de deux personnes qui cosplay les deux protagonistes principales du manga : Marie-Antoinette (à gauche) et Oscar (au centre).

Dernière fille de l'impératrice Marie-Thérèse d'Autriche, Marie-Antoinette est fiancée dès ses 12 ans au dauphin de France Louis. Son caractère espiègle et sentimental ne s'accommode pas de ce mariage diplomatique sans amour ainsi que des convenances étouffantes de Versailles. Elle fréquente les bals de l'Opéra où elle rencontre Axel de Fersen dont elle tombe amoureuse. Par la suite, négligeant ses devoirs de reine, elle s'engouffre dans une spirale de dépenses faramineuses auxquelles l'encourage sa favorite, la comtesse de Polignac. Ce n'est qu'après l'affaire du collier qu'elle se rend compte de son impopularité et tente de se racheter, mais il est trop tard et elle finira sur l'échafaud.
Elle est la « Rose de Versailles ». Elle sert de protagoniste principale au début et à la fin de l'histoire, qui débute par son mariage forcé et se termine par son exécution.
Oscar François de Jarjayes
Oscar est la sixième fille du général Rainier de Jarjayes. Mais celui-ci, lassé de n'avoir eu que des filles, décide de l'élever comme un garçon et de lui apprendre l'art du combat pour qu'elle lui succède dans la Garde royale. Si Oscar s'habille et se comporte comme un homme, elle possède néanmoins le cœur d'une femme et tombe successivement amoureuse d'Axel de Fersen et d'André Grandier. Bien qu'elle ait servi durant toute sa vie la famille royale, son caractère passionné et son sens aigu de la justice la poussent à adhérer aux idées révolutionnaires, et à diriger finalement l'assaut de la Bastille le 14 juillet 1789, combat dans lequel elle trouvera la mort.
Elle devient la protagoniste principale au milieu de récit jusqu'à sa mort. Elle sert de porte-parole pour l'autrice.
Axel de Fersen
Issu de la haute noblesse suédoise, Axel de Fersen se rend en France pour ses études. Il rencontre par hasard la dauphine Marie-Antoinette au bal masqué de l'Opéra, et c'est le coup de foudre entre eux. Sachant que leur amour est impossible à cause du rang et du mariage de Marie-Antoinette, il cherche d'abord à s'éloigner d'elle en partant à la guerre puis en préparant son mariage avec une autre. Mais il finit par y renoncer et par s'engager à servir sa bien-aimée pour le reste de sa vie. Il tente en vain de la protéger contre les intrigues de la cour, et lorsque la Révolution gronde, il organise la fuite de Varennes qui tournera au fiasco.
Rosalie Lamorlière
Rosalie est une jeune fille pauvre qui vit à Paris avec sa sœur Jeanne et sa mère. Douce et serviable, elle est tout le contraire de l'ambitieuse Jeanne et reste auprès de sa mère jusqu'à ce que celle-ci meure renversée par le carrosse de la comtesse de Polignac. En cherchant à venger sa mère Rosalie arrive par erreur chez les Jarjayes où elle est recueillie. Grâce à Oscar elle est invitée aux bals de la cour, où elle découvre que de Polignac est sa véritable mère. Lors de l'emprisonnement de la reine à la Conciergerie, elle se fait attacher à son service pour adoucir ses derniers jours.
Initialement conçue comme point d'identification pour les lectrices, le personnage se révèle peu populaire et son importance s'amenuise alors.
André Grandier
Il est pour Oscar un camarade de jeu, un compagnon d'arme, un ami et un confident, presque un frère. Mais en devenant adulte il se rend compte qu'il ressent pour elle de l'amour, et souffre énormément en la voyant amoureuse d'Axel de Fersen. Prêt à donner sa vie pour sa bien-aimée, il perd la vue lors d'un combat. Quand Oscar répond enfin à son amour, tous deux sont emportés dans les batailles de la Révolution française et André meurt le 13 juillet ; Oscar ne lui survivra qu'une journée.
Il remplace Rosalie comme point d'identification pour les lectrices.

### Personnages historiques
- Comtesse de Polignac : intrigante de la cour, elle devient la favorite de Marie-Antoinette.
- Jeanne de la Motte : sœur aînée de Rosalie, elle est responsable de l'affaire du collier de la reine.
- Louis XV : roi de France et de Navarre, grand-Père de Louis XVI.
- Louis XVI : roi de France et de Navarre et époux de Marie-Antoinette.
- Louis XVII : le deuxième fils de Louis XVI et Marie-Antoinette. On accuse le comte de Fersen d'être son père biologique.
- Louis Antoine de Saint-Just : figure de la Révolution.
- Louis-Joseph de France : fils aîné de Louis XVI et Marie-Antoinette.
- Louis-René de Rohan : cardinal-évêque de Strasbourg.
- Madame du Barry : maîtresse de Louis XV et rivale de Marie-Antoinette.
- Marie-Thérèse d'Autriche : impératrice d'Autriche, elle est la mère de Marie-Antoinette.
- Marie-Thérèse de France : fille aînée de Louis XVI et Marie-Antoinette.
- Maximilien de Robespierre : avocat et figure de la Révolution.
- Nicolas de La Motte : mari de Jeanne.

### Personnages fictionnels
- Alain de Soissons : soldat du régiment des Gardes françaises.
- Bernard Châtelet : journaliste et figure de la Révolution.
- Charlotte de Polignac : fille de la comtesse de Polignac.
- Le général de Girodelle : soldat de la Garde royale, il est amoureux d'Oscar.
- « Grand-mère » : gouvernante de la famille de Jarjayes et grand-mère d'André, elle s'occupe de celui-ci ainsi que d'Oscar.
- Rainier de Jarjayes : père d'Oscar et général de la Garde royale.

## Genèse de l'œuvre

### Contexte de création

Barricade étudiante à Tokyo, 1967.

Née en 1947 Riyoko Ikeda grandit dans le Japon des années 1960 qui voit la naissance de la Nouvelle gauche. Ce mouvement politique, notamment inspiré par la Révolution française, galvanise la jeunesse japonaise et affecte l'ensemble de l'industrie du manga. Notamment Ikeda, après avoir intégré l'université en 1966, rejoint immédiatement les mouvements étudiants et intègre finalement la branche jeunesse du Parti communiste japonais.
Si lors des années 1960 le shōjo manga reste un genre globalement enfantin où donc le sujet politique reste tabou, les choses changent à partir du début des années 1970 où de jeunes autrices commencent à faire bouger les codes et poussent le shōjo dans le monde de l'adolescence, soutenues par le lectorat qui n'hésite pas à protester contre la guerre du Viêt Nam dans le courrier des lecteurs. Ikeda qui a commencé sa carrière en 1967, dessine alors deux types de manga : d'une part des histoires romantiques typiques pour le shōjo manga de l'époque, et d'autre part des mangas plus engagés socialement et politiquement, en abordant les thématiques de la pauvreté, des maladies causées par la bombe A ou encore la discrimination envers la population burakumin.

### Pré-publication originale
Alors que le mouvement de la Nouvelle gauche s'essouffle, Ikeda choisit de dessiner un manga sur la révolution et les mouvements populaires au travers du thème de la Révolution française. Inspirée par la biographie Marie-Antoinette de Stefan Zweig et après deux années de recherches et préparations, Ikeda propose en 1972 à ses éditeurs de Shūeisha de publier une « biographie sur Marie-Antoinette ». Malgré une forte opposition initiale de Shūeisha face à un manga historique, le premier épisode est pré-publié le 21 mai 1972 dans le magazine hebdomadaire Shūkan Margaret.
Ikeda fait de Marie-Antoinette son personnage principal et la portait à l'image de l'héroïne typique des shōjo manga de l'époque : pleine de vie et un peu idiote, elle est à la recherche de l'amour de sa vie qui se matérialisera avec le personnage d'Axel de Fersen, et sa rivalité avec Madame du Barry ressemble à la rivalité entre deux écolières. Le personnage d'Oscar n'est alors qu'un personnage secondaire particulièrement charismatique. Le tout se passe dans un environnement exotique marqué par un style rococo qui se marie très bien avec le shōjo manga.
Le succès auprès du lectorat est immédiat et notamment le personnage d'Oscar devient très populaire. Le choix initial de faire du capitaine de la garde royale une femme travestie vient du fait qu'Ikeda ne se sentait pas suffisamment en confiance pour dépeindre un homme militaire de façon convaincante. Ce personnage féminin fort et charismatique parle particulièrement au lectorat féminin du shōjo manga. Oscar possède en outre deux problématiques qui la rend beaucoup plus complexe et intéressante que Marie-Antoinette : d'une part elle est partagée entre sa profonde amitié pour Marie-Antoinette et sa réalisation qu'elle sert un pouvoir corrompu qui fait souffrir le peuple, et d'autre part sa recherche d'un partenaire amoureux qui serait un égal et qui respecterait à la fois sa féminité et sa masculinité. Elle devient alors naturellement le personnage principal du manga.
Avec Oscar comme personnage principal, Ikeda peut investir librement les champs politique, social et sexuel et le ton du manga devient particulièrement sérieux, dramatisant la doctrine du réalisme social (en) prônée par le Parti communiste japonais. Ce changement de tonalité contraste alors avec le ton léger initial. Mais dans le chapitre pré-publié le 21 octobre 1973 Ikeda fait mourir Oscar ainsi que son compagnon d'arme et de cœur, André, et Marie-Antoinette reprend son rôle de personnage principal. Elle est depuis devenue un personnage grave qui fait face stoïquement à la Révolution française. Si Marie-Antoinette est désormais un personnage féminin fort, le lectorat lui préfère toujours Oscar. Le 4 novembre 1973 l'éditorial de Shūeisha publie une colonne dans Shūkan Margaret pour indiquer qu'ils sont inondés de lettres qui demandent à l'autrice de ressusciter Oscar et André.
Ikeda qui jusqu'alors s'était appuyée sur son lectorat pour développer ses idées encore inhabituelles dans le shōjo manga, se voit désormais contrainte de conclure rapidement l'histoire comme elle ne souhaite pas dévier de sa trajectoire. Aussi le dernier et 82e chapitre est publié le 23 décembre 1973 et présente comme épilogue l'exécution brutale de Marie-Antoinette, puis la mort sanglante quelques années plus tard de Fersen. Cette fin achève de choquer son lectorat et de contraster avec la tonalité du début du manga, mais achève aussi la transition du shōjo manga vers des tonalités plus adolescentes.

### Continuation
En 2013 Shūeisha célèbre les 50 ans du magazine Margaret — depuis devenu bimensuel. L'éditeur invite Ikeda à écrire une tribune : la mangaka, qui contrainte en 1973 de terminer rapidement le manga n'avait pas pu dessiner toutes les histoires qu'elle voulait, demande à Shūeisha si elle ne pourrait pas écrire des chapitres supplémentaires. La requête est acceptée et la pré-publication d'histoires additionnelles à La Rose de Versailles débute le 20 avril 2013 dans Margaret.
Le premier chapitre, sur l'enfance d'André, est une reprise d'une histoire qu'Ikeda avait rédigé pour l'adaptation théâtrale du manga par la revue Takarazuka. La mangaka continue ainsi de publier des histoires supplémentaires pendant près de 5 ans. Dans le dernier chapitre, publié le 5 février 2018, la mangaka connecte l'univers de La Rose de Versailles à celui du manga Poe no ichizoku de Moto Hagio. Ikeda étant fan du manga, elle a demandé à Hagio la permission de connecter les deux univers.

## Analyses

### Style
La Rose de Versailles est l'une des principales œuvres qui permettent l'établissement de la « grammaire visuelle du shōjo manga » au début des années 1970, encore balbutiante lors des années 1960, et de sa migration d'un « genre pour enfant » vers un « genre pour adolescente ».

#### Style visuel
Sur le plan visuel le manga est caractérisé par une absence de décors, il s'agit d'une caractéristique visuelle du shōjo qui est particulièrement marquée ici : les décors n'apparaissent en général qu'au début de la scène, ils sont ensuite absents ou partiellement effacés — une fois posé, l'espace n'a plus besoin d'être resitué. Cette absence de décors est à la fois un choix d'économie de moyens, mais aussi esthétique : sans décors les cases et surtout les personnages peuvent se chevaucher, se superposer. Le déplacement des personnages dans l'espace est alors représenté par des changements d'angularité qui suggèrent l'existence de l'espace. Le chevauchement des personnages et le changement d'angularité sert aussi à exprimer l'état mental du personnage, tel que la confusion, et permet aussi l'exploration de son intériorité, en superposant plusieurs narrations — une représentant l'instant physique présent, et les autres qui représentent le monde mental subjectif, tels que des souvenirs.
Toutefois le manga diverge de la norme visuelle du shōjo par certains éléments, notamment son usage important d'un narrateur, discursif, au présent de narration et extérieur au récit. Ce qui pour l'académicienne Anne McKnight, n'est pas sans rappeler le style d'écriture du biographe Stefan Zweig.

#### Tonalité adolescente
Le manga opère une importante transformation de tonalité au fil de l'évolution du récit. Il débute sur un ton léger, frivole, mais devient de plus en plus grave, en abordant les problématiques sociales de la population française de l'époque. En outre les morts des personnages principaux, parfois brutales ou violentes, sont définitives, ce qui est un paradigme encore nouveau dans le shōjo de l'époque, où il était commun de faire revenir d'entre les morts des personnages à l'aide de pirouettes scénaristiques.
Les histoires d'amour d'Oscar marquent aussi un important changement de paradigme. Jusqu'à présent le shōjo mettait en scène deux principaux types d'histoire d'amour, d'une part l'homoérotique esu entre deux personnages féminins — généralement perçu comme un refus de grandir — et d'autre part la relation hétérosexuelle fortement inégalitaire entre une jeune fille passive et un prince charmant.
Ainsi la première prétendante pour Oscar est le personnage Rosalie, ce qui fait écho au esu, avec Oscar dans le rôle de la grande sœur et Rosalie dans le rôle de la petite sœur, mais Oscar finit par rejeter Rosalie. Lui succèdent ensuite deux personnages qui prennent le rôle de prince charmant, de Fersen et de Girodelle, mais de Fersen rejette Oscar car il ne la voit que comme un homme malgré ses efforts pour se féminiser, et de Girodelle est rejeté par Oscar car il ne la voit que comme une femme, ce que ne peut accepter Oscar.
Finalement Oscar entre en relation hétérosexuelle avec André, mais cette relation est égalitaire : Oscar est une femme masculine, quand André est un homme qui est féminisé — les techniques visuelles suggèrent qu'il sert de point d'identification pour les lectrices — ce qui les place sur un pied d'égalité. En outre les deux personnages sont visuellement semblables et fait ainsi un écho au genre encore naissant du boys' love.
Il est à noter qu'Ikeda a en outre suivit l'avis de son lectorat pour choisir le partenaire final d'Oscar, l'autrice n'avait initialement pas conçu André comme un partenaire potentiel pour Oscar.

### Historicité
Pour l'aspect historique du manga, Ikeda s'est principalement basée sur la biographie Marie-Antoinette rédigée par le biographe Stefan Zweig. Ainsi les principaux éléments de la vie de la reine sont retranscrits tels que narrés dans la biographie : sa relation proche avec sa mère Marie-Thérèse d'Autriche, son mariage sans amour avec Louis XVI, sa rivalité avec madame du Barry, son amitié pour la comtesse de Polignac, l'affaire du collier de la reine ou encore son amour pour le comte de Fersen. De même, la reine est représentée comme une femme normale et médiocre et l'œuvre met en avant la relation amoureuse entre la reine et le comte de Fersen, deux notions importantes dans la biographie par Zweig. Si la chronologie des évènements est ainsi respectée dans les grandes lignes, certains détails sont changés pour servir l'histoire, comme par exemple l'absence du comte de Fersen lors de l'affaire du collier dans le manga.
Les plus grands écarts avec l'histoire proviennent des personnages fictionnels, notamment Oscar, son compagnon André et l'ensemble de la famille de Jarjayes sont inventés, seul le père de la famille est inspiré par le personnage historique François Augustin Regnier de Jarjayes. De même, la relation filiale entre Rosalie et la comtesse de Polignac est une invention de l'autrice, et plusieurs personnages secondaires sont eux aussi fictionnels, comme Charlotte de Polignac, Alain de Soissons ou le comte de Girodelle. Enfin, le personnage Bernard Châtelet est inspiré du personnage historique Camille Desmoulins.

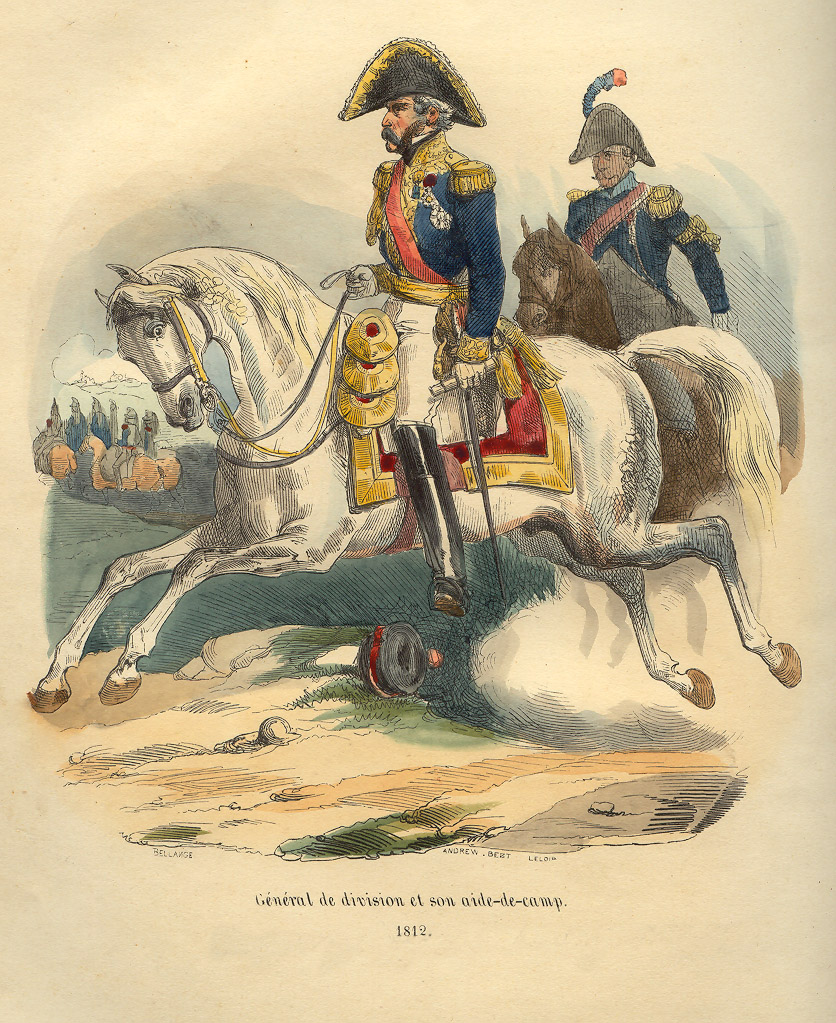
Uniforme de l'armée napoléonienne en 1812, similaire à ceux portés par Oscar.

Il existe aussi des anomalies visuelles, certaines volontaires et d'autres accidentelles. Ainsi, l'uniforme du régiment des Gardes françaises est en fait celui utilisé par la Garde royale, et l'uniforme porté par Oscar date de l'époque napoléonienne au début du XIXe siècle.
La lecture qui est faite des évènements de la Révolution française reflète les idées de gauche féministe de l'autrice, incarnée dans le manga par Oscar,. La narration suit en outre les codes du réalisme social (en) en montrant la chute de la cour et l'émergence du peuple. L'autrice parle ainsi de plusieurs problèmes comme la conscience de classe, l'inégalité de classe entre les femmes, le mariage entre égaux, le devoir du citoyen et la condition matérielle du travail. Le scénario illustre aussi comment les droits naissent d'une révolte spontanée, anti-impériale et populaire.

### Féminisme
Dans le Japon d'après-guerre, les mouvements féministes sont globalement partagés entre d'un côté le consumérisme qui permet aux femmes de s'approprier une subjectivité qui leur est traditionnellement reniée par la société japonaise, de l'autre la conscience socialiste, incarnée par la Nouvelle gauche, qui rejette le consumérisme. Riyoko Ikeda est elle aussi partagée entre ces deux pôles, étant à la fois membre du Parti communiste d'une part, et autrice de manga — un média de masse — d'autre part. Ikeda ainsi que beaucoup d'autres femmes des mouvements socialistes se retrouvent ainsi marginalisées. Mais cette ambivalence prend fin en février 1972 avec l'affaire du chalet Asama où la police découvre que peu avant l'incident, l'armée rouge unifiée avait opéré une grande purge parmi ses membres, dont la plupart des femmes car suspectées de consumérisme.
Le carnage dans les rangs de l'armée rouge unifiée retire la crédibilité au mouvement de la Nouvelle gauche et à ses idéaux révolutionnaires. Les féministes socialistes, dont Ikeda, investissent alors plus ouvertement le consumérisme comme moyen de libération féminine : la mangaka portrait la Révolution française dans La Rose de Versailles comme une « révolution intérieure des femmes japonaises », inspirée par la deuxième vague féministe.
La figure de la reine Marie-Antoinette plaisait à la mangaka : par ses réticences à accepter ce qu'on lui imposait, un mariage sans amour ainsi que le protocole et l'étiquette de Versailles, et la haine qu'elle a suscitée tant à la cour qu'auprès de la population, fait d'elle un modèle d'insubordination contre le patriarcat aux yeux de l'autrice. Mais le personnage reste limité à cause de sa maternité imposée. L'abolition de l'obligation sociale à devenir mère est en effet l'une des principales revendications du féminisme japonais de l'époque.
La seconde protagoniste, Oscar, de par son physique androgyne et sa recherche d'un égal comme partenaire amoureux est plus radicale, et fait écho à l'idéal asexué établi dans la culture shōjo par des autrices comme Nobuko Yoshiya au début du XXe siècle. À cet égard, la scène de sexe entre Oscar et André est particulièrement notable : les deux personnages se traitent comme des égaux, ils ont une apparence androgyne et seule la partie supérieure de leur corps est montrée, les seins d'Oscar ne sont pas visibles. L'académicienne Yukari Fujimoto considère qu'il existe dans le shōjo manga un avant et un après avec cette scène de sexe : l'homoérotisme et le sexe « stérile » deviennent alors des idéaux.

## Accueil et postérité

### Réception
La publication de La Rose de Versailles provoque chez les adolescentes japonaises ce que l'on appelle le « beru bara boom » : la popularité du manga est très importante auprès des jeunes filles du début des années 1970 et les pousse à s'intéresser à la culture française et fait du château de Versailles, un important lieu touristique pour les Japonais. Le phénomène est suffisamment important pour que le gouvernement français honore Riyoko Ikeda des insignes de chevalier de l'ordre national de la Légion d'honneur en 2009.
Le succès initial du manga est entretenu dans les décennies qui suivent par l'adaptation théâtrale de l'œuvre par la revue Takarazuka dont la première représentation a lieu en 1974 : le succès de cette adaptation fait connaître l'œuvre originale et son autrice auprès du grand public. En 2014 la pièce a ainsi été jouée environ 2 100 fois pour une audience estimée à plus de 5 000 000 de spectateurs.
Avec le succès de l'adaptation théâtrale, de nombreuses autres adaptations voient alors le jour que ce soit au cinéma, à la télévision, en feuilletons radio. À cela s'ajoute les nombreux produits dérivés, foires et autres expositions. Le phénomène atteindra jusqu'à la Croix-Rouge japonaise qui en 1975 utilise le manga pour ses campagnes de collecte de fonds.

### Liste des œuvres complémentaires
Rioyko Ikeda a dessiné trois œuvres directement liées à La Rose de Versailles :
- La Rose de Versailles : hors-série (ベルサイユのばら 外伝, Berusaiyu no bara gaiden?) est une collection d'histoires courtes où l'on retrouve les personnages de La Rose de Versailles vivre des aventures sans rapport avec la Révolution française[41]. Ce manga introduit notamment Loulou de la Rolancy comme personnage principal, il s'agit de la nièce d'Oscar[42].
- Eikō no Napoleon - Eroica (栄光のナポレオン-エロイカ?) est un manga publié entre 1986 et 1995 qui raconte la création du Premier Empire français sous le règne de Napoléon Bonaparte[43]. Il s'agit d'une suite directe à La Rose de Versailles où l'on retrouve des personnages comme Rosalie ou Alain[44].
- Beru bara kids (ベルばらKids?) est une parodie de La Rose de Versailles. Le manga prend la forme d'un yonkoma et est publié dans le quotidien national Asahi Shinbun entre 2005 et 2013[45].

### Liste des principales adaptations
De nombreuses adaptations du manga ont vu le jour, suit une liste des principales adaptations :
- Versailles no bara est une adaptation du manga par la revue Takarazuka, célèbre pour son casting exclusivement féminin. Shinji Ueda, le directeur de la revue, adapte le scénario original en modifiant quelques éléments, donnant un accent plus nationaliste et conservateur à l'œuvre[46]. Depuis la première édition en 1974, la pièce est régulièrement reprise et réécrite[47].
- Lady Oscar est une adaptation du manga en série d'animation. Elle est dirigée par Tadao Nagahama et Osamu Dezaki et est diffusée entre octobre 1979 et septembre 1980[48].
- Lady Oscar est un film en prise de vue réelle réalisé par Jacques Demy, avec Catriona MacColl dans le rôle d'Oscar et Barry Stokes dans le rôle d'André. Il est sorti le 3 mars 1979 au Japon. De nombreux éléments diffèrent de la bande dessinée originale, notamment la conclusion[48].

En 2022, à l'occasion du 50e anniversaire de la sortie du manga, une nouvelle adaptation en film d'animation est annoncée. Le 14 juillet 2024, jour commémorant la prise de la Bastille, des visuels des décors sont publiés, et la sortie du film est annoncée pour l'année 2025. Il sera réalisé par Ai Yoshimura, l'animation sera produite par le studio MAPPA, avec les voix de Miyuki Sawashiro dans le rôle d'Oscar, et d'Aya Hirano dans celui de Marie-Antoinette. Sorti en salles en janvier 2025 au Japon, ce film d'animation est ensuite disponible sur la plateforme Netflix dès le 30 avril 2025.

#### Édition française du manga
- Riyoko Ikeda (trad. du japonais), La Rose de Versailles, vol. 1, Bruxelles/Paris, Kana, coll. « Shojo Kana », 2011, 335 p. (ISBN 978-2-505-00949-8).
- Riyoko Ikeda (trad. du japonais, postface Seiko Tanabe), La Rose de Versailles, vol. 2, Bruxelles/Paris, Kana, coll. « Shojo Kana », 2011, 335 p. (ISBN 978-2-505-00950-4).
- Riyoko Ikeda (trad. du japonais), La Rose de Versailles, vol. 3, Bruxelles/Paris, Kana, coll. « Shojo Kana », 2011, 335 p. (ISBN 978-2-505-00951-1).
- Riyoko Ikeda (trad. du japonais), La Rose de Versailles, vol. 4, Bruxelles/Paris, Kana, coll. « Shojo Kana », 2019 (ISBN 978-2-505-07049-8).

#### Sources secondaires
- [Shamoon 2007] (en) Deborah Shamoon, « Revolutionary Romance : The Rose of Versailles and the Transformation of Shojo Manga », Mechademia, University of Minnesota Press, vol. 2,‎ 2007, p. 3-17 (DOI 10.1353/mec.0.0009).
- [McKnight 2010] (en) Anne McKnight, « Frenchness and Transformation in Japanese Subculture, 1972–2004 », Mechademia, University of Minnesota Press, vol. 5,‎ 2007, p. 118-137.
- [Shamoon 2012] (en) Deborah Shamoon, « The Revolution in 1970s Shōjo Manga », dans Passionate Friendship : The Aesthetics of Girl's Culture in Japan, Université d'Hawaï, 2012 (ISBN 978-0-82483-542-2).
- [Poupée 2013] Karyn Nishimura-Poupée, « La Rose de Versailles : Marie-Antoinette, une reine martyre mangaïsée », dans Histoire du manga : l'école de la vie japonaise, éditions Tallandier, 2013 (ISBN 979-1-02100-216-6).
- [Quillien 2014] Christophe Quillien, « Aventurières et créatures dangereuses : Lady Oscar », dans Elles, grandes aventurières et femmes fatales de la bande dessinée, Huginn & Muninn, octobre 2014 (ISBN 9782364801851), p. 130-131.
- [Anan 2014] (en) Nobuko Anan, « The Rose of Versailles : Women and Revolution in Girls' Manga and the Socialist Movement in Japan », Journal of Popular Culture, Wiley, vol. 47,‎ 2014, p. 41-63 (DOI https://doi.org/10.1111/jpcu.12107).
- [Anan 2016] (en) Nobuko Anan, « Citizen Girls », dans Contemporary Japanese Women's Theatre and Visual Arts : Performing Girls' Aesthetics, Palgrave Macmillan, coll. « Contemporary Performance InterActions », 2016 (ISBN 978-1-349-55706-6).
- [Nakagawa 2019] (ja) Yūsuke Nakagawa, « 『ポーの一族』『ベルサイユのばら』――新しい少女マンガが同時多発 », 幻冬舎 plus, Gentōsha, オトコ・マンガ／オンナ・マンガの世界,‎ 22 octobre 2019, article no 12 (lire en ligne, consulté le 24 avril 2020).